# Allotinus aphacus
Allotinus aphacus är en fjärilsart som beskrevs av Hans Fruhstorfer 1913. Allotinus aphacus ingår i släktet Allotinus och familjen juvelvingar. Inga underarter finns listade i Catalogue of Life.